# ウキヤガラ

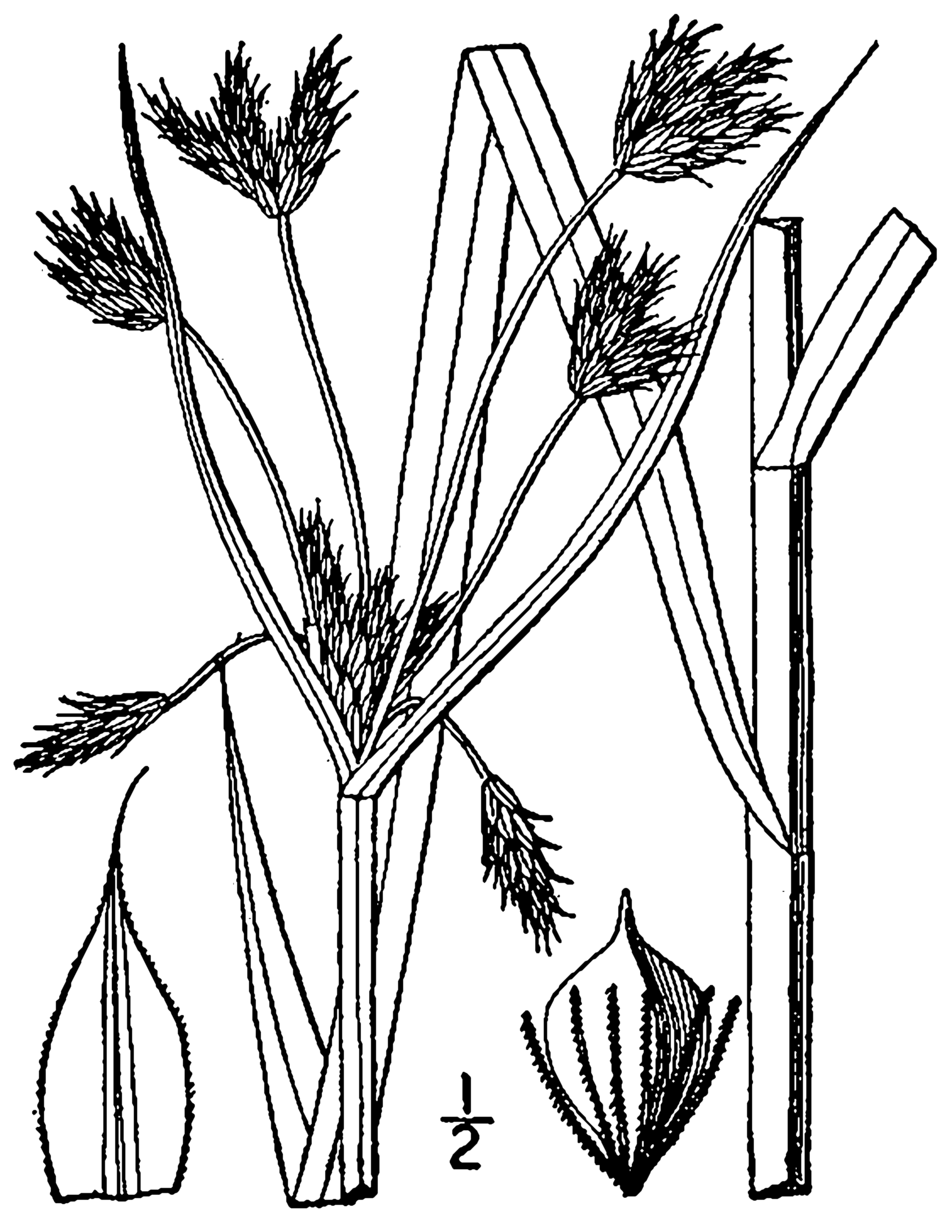
図版

ウキヤガラ(浮矢幹、Bolboschoenus fluviatilis)は、単子葉植物カヤツリグサ科ホタルイ属の植物である。水辺に生息する抽水性の植物で、池などの浅い部分に群落を作る。

## 特徴
水中の底質に匍匐茎を延ばす。匍匐茎は太くて長く、ところどころから茎を垂直に立てる。花茎は高さ1.5mを越し、単独で出るか、数本の束になり、その根元で塊を作ることがある。花茎は高く伸び上がり、断面は三角である。花茎の途中にはいくつかの節があり、苞葉が着いている。基部の苞葉は葉実の部分が小さく、ほとんど鞘のみとなっている。
花茎の先端からは数枚の葉身が発達した苞が出る。苞は花茎先端から傘を開いたように伸び、その真ん中から花序が出る。花序は散形で、2-3個の小穂が塊になったものが、短い枝の先につく。
小穂は先のとがった卵形で、長さは1-2cm、茶色で、たくさんの花を含む。鱗片は螺旋に並ぶ。また、鱗片の先端からは短い芒が出る。果実は倒卵形、断面は三角。周囲には針状附属物が6本並ぶ。
北海道から九州までの浅い池の周辺部等に生える。ウキヤガラの名は、浮き矢幹であり、真っすぐに伸びる花茎に由来するものである。その他、朝鮮、中国、北アメリカに分布する。

## 近縁種
似た種がいくつかあるが、大抵はこの種よりも小柄である。
- コウキヤガラ S. maritimus L.：海岸の湿地にはえる。やや小柄で、小穂の柄が短く、頭状に集まる。また、果実がやや偏平になっている点も異なる。日本全国、それにアジアからヨーロッパにわたって分布する。
- イセウキヤガラ S. planiculmis F. Schmidt.

さらに小さく、せいぜい80cm。葉は少なく、苞は一つで茎の延長のようになっているので、ややサンカクイなどに似ている。汽水の交じる河口域に生え、北海道、本州、それに東アジア北部に分布。